# Paul Mulders
Paul Mulders (Amsterdam, 16 januari 1981) is een Filipijns-Nederlands voetballer die als middenvelder speelt.

## Clubcarrière
Mulders maakte zijn debuut in het betaalde voetbal op 14 oktober 2000 names Haarlem tegen BV Veendam. Daarna speelde hij voor Cambuur Leeuwarden, Almere City FC, AGOVV Apeldoorn en ADO Den Haag. In 2013 ging een overgang naar het Thaise Chiangrai United uiteindelijk niet door en Mulders speelde kort op de Filipijnen voor Global FC. In januari 2014 keerde hij op amateurbasis terug bij Cambuur. Medio 2014 zette hij zijn loopbaan voort op de Filipijnen bij Ceres-La Salle.

## Interlandcarrière
In 2011 werd Mulders, die een Filipijnse moeder heeft, opgenomen in de selectie van het Filipijns voetbalelftal in de aanloop naar de dubbele WK-kwalificatiewedstrijd tegen Sri Lanka. Op 29 juni 2011 maakte Mulders, spelend als linkback, zijn debuut in het Filipijns nationaal elftal in een wedstrijd die met 1-1 gelijk gespeeld werd tegen Sri Lanka. Later dat jaar speelde hij wel op zijn favoriete positie als aanvallende middenvelder in de vriendschappelijke wedstrijden tegen Singapore en Nepal. Hij maakte deel uit van de selectie voor de AFC Challenge Cup 2012, de AFF Suzuki Cup 2012, de AFC Challenge Cup 2014, de AFF Suzuki Cup 2018 en het Aziatisch kampioenschap voetbal 2019.

## Club statistieken
| Seizoen | Club               | Wedstrijden | Doelpunten | Competitie     |
| ------- | ------------------ | ----------- | ---------- | -------------- |
| 2000/01 | Haarlem            | 18          | 1          | Eerste Divisie |
| 2001/02 | Haarlem            | 23          | 7          | Eerste Divisie |
| 2002/03 | Haarlem            | 24          | 3          | Eerste Divisie |
| 2003/04 | Haarlem            | 23          | 3          | Eerste Divisie |
| 2004/05 | Haarlem            | 26          | 6          | Eerste Divisie |
| 2005/06 | Cambuur Leeuwarden | 28          | 3          | Eerste Divisie |
| 2006/07 | Cambuur Leeuwarden | 32          | 2          | Eerste Divisie |
| 2007/08 | FC Omniworld       | 34          | 9          | Eerste Divisie |
| 2008/09 | FC Omniworld       | 26          | 2          | Eerste Divisie |
| 2009/10 | AGOVV Apeldoorn    | 33          | 4          | Eerste Divisie |
| 2010/11 | AGOVV Apeldoorn    | 25          | 5          | Eerste Divisie |
| 2011/12 | ADO Den Haag       | 13          | 0          | Eredivisie     |
| 2012/13 | ADO Den Haag       | 0           | 0          | Eredivisie     |
| 2013    | Global FC          | ?           | ?          |                |
| 2013/14 | SC Cambuur         | 3           | 0          | Eredivisie     |
| Totaal  |                    | 305         | 45         |                |

## Filipijns nationaal elftal
| Interlands van Paul Mulders | Interlands van Paul Mulders | Interlands van Paul Mulders | Interlands van Paul Mulders | Interlands van Paul Mulders            |
| Locatie                     | Datum                       | Wedstrijd                   | Uitslag                     | Soort Wedstrijd                        |
| --------------------------- | --------------------------- | --------------------------- | --------------------------- | -------------------------------------- |
| Colombo                     | 29-06-2011                  | Sri Lanka - Filipijnen      | 1-1                         | 1e ronde Kwalificatietoernooi WK 2014  |
| Manilla                     | 03-07-2011                  | Filipijnen - Sri Lanka      | 4-0                         | 1e ronde Kwalificatietoernooi WK 2014  |
| Singapore                   | 07-10-2011                  | Singapore - Filipijnen      | 0-0                         | Oefenwedstrijd                         |
| Manilla                     | 11-10-2011                  | Filipijnen - Nepal          | 4-0                         | Oefenwedstrijd                         |
| Kathmandu                   | 09-03-2012                  | Noord-Korea - Filipijnen    | 2-0                         | Groepsfase AFC Challenge Cup 2012      |
| Kathmandu                   | 11-03-2012                  | Filipijnen - India          | 2-0                         | Groepsfase AFC Challenge Cup 2012      |
| Kathmandu                   | 13-03-2012                  | Tadzjikistan - Filipijnen   | 1-2                         | Groepsfase AFC Challenge Cup 2012      |
| Kathmandu                   | 16-03-2012                  | Turkmenistan - Filipijnen   | 2-1                         | Halve Finale AFC Challenge Cup 2012    |
| Kathmandu                   | 19-03-2012                  | Filipijnen - Palestina      | 4-3                         | Kleine Finale AFC Challenge Cup 2012   |
| Shah Alam                   | 01-06-2012                  | Maleisië - Filipijnen       | 0-0                         | Oefenwedstrijd                         |
| Manilla                     | 05-06-2012                  | Filipijnen - Indonesië      | 2-2                         | Oefenwedstrijd                         |
| Phnom Penh                  | 05-06-2012                  | Cambodja - Filipijnen       | 0-0                         | Oefenwedstrijd                         |
| Singapore                   | 07-06-2012                  | Singapore - Filipijnen      | 0-2                         | Oefenwedstrijd                         |
| Koeweit                     | 16-10-2012                  | Koeweit - Filipijnen        | 2-1                         | Oefenwedstrijd                         |
| Bangkok                     | 24-11-2012                  | Thailand - Filipijnen       | 2-1                         | groepsfase AFF Suzuki Cup 2012         |
| Bangkok                     | 27-11-2012                  | Vietnam - Filipijnen        | 0-1                         | groepsfase AFF Suzuki Cup 2012         |
| Bangkok                     | 30-11-2012                  | Myanmar - Filipijnen        | 0-2                         | groepsfase AFF Suzuki Cup 2012         |
| Manilla                     | 08-12-2012                  | Filipijnen - Singapore      | 0-0                         | halve finale AFF Suzuki Cup 2012       |
| Singapore                   | 12-12-2012                  | Singapore - Filipijnen      | 1-0                         | halve finale AFF Suzuki Cup 2012       |
| Manilla                     | 24-03-2013                  | Filipijnen - Cambodja       | 8-0                         | AFC Challenge Cup 2014 (kwalificatie)  |
| Hongkong                    | 04-06-2013                  | Hongkong - Filipijnen       | 0-1                         | Oefenwedstrijd                         |
| Surakarta                   | 14-08-2013                  | Indonesië - Filipijnen      | 2-0                         | oefenwedstrijd                         |
| Addu                        | 22-05-2014                  | Laos - Filipijnen           | 0-2                         | groepsfase AFC Challenge Cup 2014      |
| Malé                        | 24-05-2014                  | Turkmenistan - Filipijnen   | 0-2                         | groepsfase AFC Challenge Cup 2014      |
| Malé                        | 27-05-2014                  | Malediven - Filipijnen      | 2-3                         | halve finale AFC Challenge Cup 2014    |
| Malé                        | 30-05-2014                  | Palestina - Filipijnen      | 1-0                         | finale AFC Challenge Cup 2014          |
| Hanoi                       | 28-11-2014                  | Vietnam - Filipijnen        | 1-3                         | groepswedstrijd AFC Challenge Cup 2014 |